# قبس أجمي
قبس أجمي (الاسم العلمي:Phlox caespitosa) هو نوع من النباتات يتبع جنس القبس من الفصيلة البولامونية.